# Homecoming (Héroes)
"Homecoming" es el noveno capítulo de la primera temporada de la serie de televisión Héroes.

## Trama
Claire se encuentra nerviosa por los resultados de las elecciones de su escuela, cuando conoce de su victoria, incluso superando a Jackie Wilcox, lo que la obliga a asistir a la reunión de alumnos. Jackie, muy molesta, viene y por un comentario que hace Claire la golpea.
Noah intenta salvar desesperadamente a Claire de su destino, obligando a Isaac a drogarse para que pinte obras que le sean útiles, pero solo consigue hacer pinturas que no lo ayudan, también obliga a Eden a usar sus poderes pero el resultado no es el esperado. Noah se entera de que Claire golpeó a Jackie y ve en este hecho una esperanza para salvar a Claire, por lo que la castiga, injustamente, no dejándola ir a la fiesta. Sin embargo ella recibe una visita de parte de Zack y escapan. 
Peter intenta ver la pintura de Isaac que Simone pudo recuperar, pero Nathan llegó antes y la destruyó, diciendo que le está salvando la vida. Simone, en cambio, le enseña a a Peter la fotografía que lo muestra muerto, e intenta razonar con él para que no vaya, aunque este le asegura que debe hacerlo.
Ando se encuentra esperando a Hiro cuando Peter aparece y le pregunta por el paradero de su amigo. Ando le dice que solo lo está esperando y Peter se dirige a la escuela, donde se topa con Claire creyendo que Jackie es la porrista que debe salvar.
Claire habla con Jackie cuando se encuentran en una pasillo oscuro. Sylar las encuentra y ataca a Jackie causándole la muerte pero se da cuenta de que ha atacado a la porrista equivocada, que Claire es la porrista «especial». Claire, sintiéndose acorralada comienza a correr hasta que se topa con Peter, el que le dice que la salvara y empieza luchar con Sylar. Todo termina con la muerte de Peter, pero este se regenera y es encontrado por la policía.
Micah Sanders sigue cautivo de D.L. Hawkins , pero desaparece de la vista de D.L. el que comienza a buscarlo desesperadamente, hasta que lo encuentra. Micah le cuenta que su madre se puso muy grave cuando él se marchó y que si aún siente algo por ella que volvieran a intentarlo.
Mohinder, gracias un extraño niño que manipula sus sueños, aprende que su padre no lo odiaba si no que lo estaba protegiendo, entonces desbloquea la lista y vemos a un sinnúmero de nombres y direcciones.
Al final vemos:
- Ando descubriendo una foto de Hiro con Charlie en su cumpleaños (tomada hace seis meses).

- Niki -en realidad su alter ego Jessica- a punto de dispararle a D.L.

- Claire encontrándose con su padre, intentando decirle lo que puede hacer.

- Sylar escapando de la escuela y siendo secuestrado por el haitiano y Eden.

- Mohinder descubriendo una lista.

- Hiro llegando a él pasado al día del cumpleaños de Charlie.[1][2]